# Audley
Audley är en ort i civil parish Audley Rural, i distriktet Newcastle-under-Lyme, Storbritannien. Den ligger i grevskapet Staffordshire och riksdelen England, i den södra delen av landet, 220 km nordväst om huvudstaden London. Audley ligger 143 meter över havet och antalet invånare är 5 638. Audley var en civil parish fram till 1932 när blev den en del av Audley Rural, Madeley, Newcastle-under-Lyme och Talke. Civil parish hade 13 621 invånare år 1931. Byn nämndes i Domedagsboken (Domesday Book) år 1086, och kallades då Aldidelege.
Terrängen runt Audley är platt, och sluttar västerut. Runt Audley är det ganska tätbefolkat, med 207 invånare per kvadratkilometer. Närmaste större samhälle är Stoke-on-Trent, 9,2 km sydost om Audley. Trakten runt Audley består i huvudsak av gräsmarker.